# یواس‌سی‌جی‌سی میدگت (دبلیواچ‌ئی‌سی-۷۲۶)
یواس‌سی‌جی‌سی میدگت (دبلیواچ‌ئی‌سی-۷۲۶) (به انگلیسی: USCGC Midgett (WHEC-726)) یک کشتی بود که طول آن ۳۷۸ فوت (۱۱۵ متر) بود. این کشتی در سال ۱۹۷۱ ساخته شد.